# Ludwig von Richthofen
Ludwig Carl Gottlob Praetorius von Richthofen (* 13. September 1837 in Berlin; † 3. September 1873 in Wiesbaden) war ein preußischer Verwaltungsjurist.

## Leben
Ludwig von Richthofen war ein Sohn des späteren Diplomaten Emil von Richthofen (1810–1895) und seiner Ehefrau Marie Augustin (1814–1891). Sein jüngerer Bruder Oswald (1847–1906) wurde ebenfalls Diplomat.
Richthofen besuchte ein Gymnasium in Oppeln und legte 1855 dort das Reifezeugnis ab. Nach seinem Militärdienst beim 2. Garde-Regiment zu Fuß studierte er Rechtswissenschaften in Berlin und Heidelberg, 1860 schloss er das Studium mit der zweiten juristischen Prüfung ab. Er bewarb sich anschließend bei der Regierung Minden und wurde als 24-Jähriger im September 1861 kommissarisch zum Bürgermeister der Stadt Gütersloh bestellt, da der bisherige Bürgermeister Friedrich Wilhelm Friebe (1813–1861) überraschend gestorben war.
In Richthofens Amtszeit fielen die Planungen zur Errichtung der Sparkasse Gütersloh, der Baubeginn des Städtischen Gaswerks und der Bau des Evangelischen Krankenhauses. 
Im Februar 1862 schied Richthofen aus, da der bisherige Bürgermeister von Unna Louis von Schell zum neuen Bürgermeister von Gütersloh bestellt wurde. Richthofen wurde 1864 zunächst im Deutsch-Dänischen Krieg Premier-Leutnant im 7. Brandenburgischen Infanterie-Regiment Nr. 60, wo er beim Gefecht von Missunde, den Düppeler Schanzen und der Schlacht von Alsen mit dem Roten Adlerorden 4. Klasse mit Schwertern geehrt wurde. Anschließend wurde Richthofen Abteilungsleiter beim Österreichisch-Preußischen Kondominium im Herzogtum Schleswig. Auch beim Deutsch-Österreichischen Krieg 1866 wurde er Offizier, bei der Schlacht bei Langensalza verwundet und als Hauptmann verabschiedet. Im April 1868 wurde Richthofen Landrat des neu gebildeten Kreises Eiderstedt.
Richthofen lebte daher in der Kreisstadt Tönning und heiratete im November 1868 Anna von Hartz (1845–1916). Marie von Richthofen (1871–1954) wurde das einzige Kind, sie heiratete 1895 den Major Georg Oskar Ferdinand Louis von Elbe. Wegen eines Leidens suchte Richthofen Heilung im Kurbad in Wiesbaden, wo er auch starb.

## Ehrungen
- 1864: Roter Adlerorden 4. Klasse mit Schwertern
- 1867: Königlicher Kronen-Orden 4. Klasse mit Schwertern
- Richthofen erhielt den Königlich Preußischen St. Johanniter-Orden wegen seiner Verdienste um die Pflege der Kranken und Verwundeten in den Kriegen von 1864 und 1866.